# Вила Фантони (Пиза)
Вила Фантони је насеље у Италији у округу Пиза, региону Тоскана.
Према процени из 2011. у насељу је живело 64 становника. Насеље се налази на надморској висини од 17 м.